# Robert Roy Macgregor

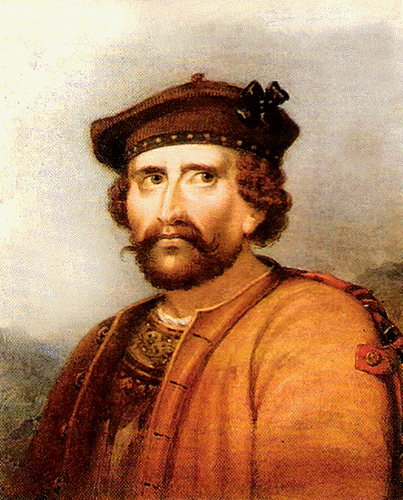
XIX wieczny portret Rob Roya
na podstawie oryginalnego rysunku

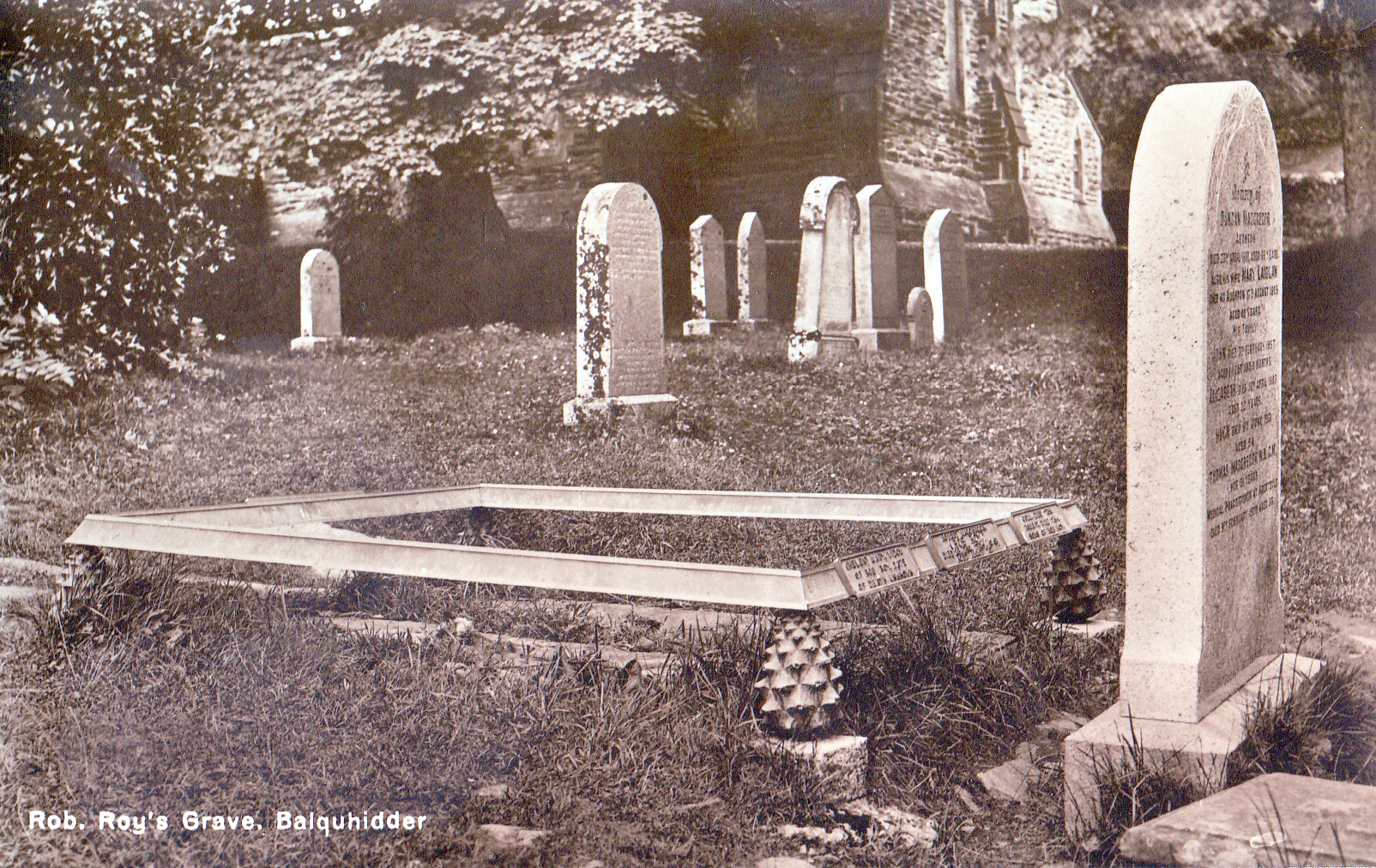
Balquhidder. Grób Rob Roya. Pocztówka z lat 1910-1920.

Robert Roy MacGregor (ochrzczony 7 marca 1671, zm. 28 grudnia 1734) – właśc. Robert MacGregor, znany też jako Robert MacGregor-Campbell, Rob Roy, gael. Raibeart Ruadh MacGriogair) – szkocki zbójnik i banita z XVIII w., nazywany szkockim Robin Hoodem.
Urodził się w Glengyle nad Loch Katrine w środkowej Szkocji jako młodszy syn Donalda MacGregora z Glengyle i Margaret Campbell. Jako opiekun małoletniego bratanka, prawowitego wodza tej gałęzi klanu rościł sobie prawo do przywództwa rodu. Ponieważ od 1603 cały klan MacGregor był wyjęty spod prawa, pozbawiany ziemi i ścigany, wielu członków tego klanu trudniło się rozbojem, wymuszaniem okupów i kradzieżą bydła. Nie była to w pojęciu ówczesnych szkockich górali działalność hańbiąca, podobnie postrzegano na Podhalu zbójników tatrzańskich.
Rob Roy jako przywódca rozbójniczych MacGregorów zyskał sławę tak szlachetnego i honorowego, że przeszedł do legendy, stając się tematem ballad, poematów i powieści. Grób Rob Roya znajduje się w małej wiosce Balquhidder (droga A84 od Callander, zachodnia strona nad jeziorem Loch Voil)

## Rob Roy w literaturze i filmie
- Robert Louis Stevenson: Porwany za młodu, Katriona
- Walter Scott: Rob Roy
- Reginald De Koven: operetka Rob Roy
- Rob Roy, film w reż. Michaela Caton-Jonesa
- liczne szkockie ballady ludowe